# Вехтев, Даниил Тимофеевич
Даниил Тимофеевич Вехтев (около 1885—не ранее 1922) —   эсер, член Всероссийского учредительного собрания.

## Биография
Родился в крестьянской семье.
Проживал в селе Сентово Александрийского уезда Херсонской губернии. Был председателем Сентовского волостного исполнительного комитета.
В конце 1917 года был избран во Всероссийское учредительное собрание в Херсонском избирательном округе  по списку № 4 (Совет крестьянских депутатов, эсеры, украинские эсеры, Объединённая еврейская социалистическая рабочая партия).  Входил во фракцию левых эсеров. Участвовал в заседании Учредительного собрания 5 января 1918 года. 
Дальнейшая судьба и дата смерти неизвестны.

## Семья
- Жена — ?
  - Дети — ?